# Oude Lutherse Kerk
De Oude Lutherse Kerk aan het Singel 411, hoek Spui, te Amsterdam is een lutherse kerk, gebouwd op de plaats waar vroeger de huiskerk van de Lutheranen stond. De kerk is in de periode 1632-1633 onder leiding van Wessel Becker en Willem van Daelen gebouwd.

## Geschiedenis
Al vanaf 1600 werd op deze plaats, in een pakhuis genaamd De Vergulden Pot, gekerkt. Door aankoop van naastgelegen panden werd de oppervlakte van de kerk steeds groter. In 1631 gaf de stad Amsterdam toestemming om op de plaats van de zeven gebouwen een nieuw kerkgebouw te bouwen. In 1633 werd de kerk in gebruik genomen. De kerk is gebouwd op een onregelmatig grondvlak. Het inwendige is rechthoekig van vorm, omgeven door galerijen die rusten op Ionische en Toscaanse zuilen. Dorische zuilen dragen de dakconstructie. De preekstoel stamt uit 1640.
Vanwege het verzakken van de fundering werd in 1925 een grondige restauratie uitgevoerd. Architect A.A. Kok liet de zerkenvloer lichten en de graven ruimen. Ook overbodige betimmering werd verwijderd. De oorspronkelijke glas-in-loodramen waren al in 1774 vervangen. Bij de restauratie van 1984-1986 is het interieur grotendeels in de oude situatie teruggebracht.

## Orgel
In de kerk bevindt zich een Bätz/Johan Frederik Witte-orgel uit 1886. Het heeft drie manualen, 41 registers en een vrij pedaal. Het verving een instrument dat Johannes Duyschot in 1690 had vervaardigd op basis van het orgel van Jan Norel uit 1658. Het werd in 1886 verkocht aan de Nieuwe Kerk in Middelburg. Albert Pomper was hier van 1893 tot 1898 organist. Het Bätz/Witte-orgel werd in 1993-1995 zeer grondig gerestaureerd door Flentrop Orgelbouw.

## Gebruik
De kerk wordt, naast godsdienstige bijeenkomsten, ook voor andere doeleinden gebruikt. In 1790 hield de Maatschappij tot Nut van 't Algemeen hier haar eerste algemene vergadering. Door het teruglopen van het reguliere kerkbezoek heeft het kerkbestuur de kerk en bijgebouwen sinds 1961 verhuurd aan de Universiteit van Amsterdam. De universiteit heeft op werkdagen de beschikking over verschillende ruimtes en gebruikt de kerk onder andere als aula. In een bijgebouw is plaats ingeruimd voor de Tetterode-bibliotheek van de architect K.P.C. de Bazel.